# 北鎌倉站
北鎌倉站（日语：／ Kita-kamakura eki */?）是位於神奈川縣鎌倉市山之內，屬於東日本旅客鐵道（JR東日本）橫須賀線的鐵路車站。

## 停靠路線
此站除途經東京站的總武線直通列車，途經新宿站直通東北本線（宇都宮線）的湘南新宿線也在此站停靠。2014年3月15日的時刻表改正開始，一部分成田特快在繁忙期的假日日間會延長至橫須賀站，並停靠此站。另外停靠此站的各路線都有設置車站編號。
- 橫須賀線：經東海道本線（經品鶴線），下行列車從大船站起行駛於線路名稱上的橫須賀線。上行列車多從東京站直通總武快速線。 - 車站編號「JO 08」
- 湘南新宿線：經東海道本線（經品鶴線），至西大井站為止與橫須賀線使用同一線路。經新宿站直通宇都宮線。 - 車站編號「JS 08」

## 歷史
- 1927年（昭和2年）5月20日－日本國鐵應附近居民要求於鎌倉郡小坂村開設北鎌倉臨時站，當時只於5月－10月營業。
- 1930年（昭和5年）10月1日－本站升格為正式車站，並興建現有的站房。
- 1933年（昭和8年）2月11日：小坂村施行町制，改稱大船町。
- 1948年（昭和23年）6月1日：併入鎌倉市。
- 1987年（昭和62年）4月1日－國鐵分割民營化，本站由JR東日本接手管理。
- 1997年（平成9年）－獲選關東車站百選（首回），理由為「一個寧靜樸素的車站，和古都鎌倉非常配合」。
- 2001年（平成13年）
  - 3月28日：天皇、皇后與挪威國王夫婦搭乘從東京站搭乘御召列車至本站[3]。
  - 11月18日－智能卡系統Suica正式投入服務。
  - 12月1日－湘南新宿線開業。
- 2014年（平成26年）3月15日：橫濱站、大船站起訖的「成田特快」部分列車在旺季周六假日延駛至橫須賀站。本站為停車站。
- 2018年（平成30年）
  - 5月31日：綠色窗口結束營業[4]。
  - 7月1日：業務委託化[2]。

## 車站構造
本站是由鎌倉站管理，並委託給JR東日本車站服務執行站務的業務委託站。站内設有一處常設驗票口，與兩處臨時驗票口。綠色窗口於2018年5月31日結束營業，同年6月16日設置指定席售票機。

### 站內配置
| 月台 (1F) |                                              | ↑                                            | 臨時閘口                                     |      |           |
| 月台 (1F) | 對向式月台                                   | 對向式月台                                   | 對向式月台                                   |      | 臨時閘口→ |
| 月台 (1F) | 2號月台 橫須賀線 鎌倉、橫須賀、久里濱方向→   | 2號月台 橫須賀線 鎌倉、橫須賀、久里濱方向→   | 2號月台 橫須賀線 鎌倉、橫須賀、久里濱方向→   | 平交 |           |
| 月台 (1F) | ←1號月台 橫須賀線 東京、成田機場、宇都宮方向 | ←1號月台 橫須賀線 東京、成田機場、宇都宮方向 | ←1號月台 橫須賀線 東京、成田機場、宇都宮方向 | 道   |           |
| 月台 (1F) | 對向式月台                                   |                                              |                                              |      |           |
| 月台 (1F) |                                              |                                              | 常設閘口                                     | ↓    |           |

本站是一個地面車站，月台採對向式月台2面2線設計，近鎌倉一邊設有一個平交道連接兩個月台。該平交道過去是由站員手動操作，1990年左右導入自動化。
上行月台鎌倉方向的常設檢票口（西口）設有三通道自動驗票閘門。由於早晨通學時段乘客眾多，會開闢鎌倉學園與北鎌倉女子學園學生專用臨時通道。
下行月台鎌倉方向亦有全日開放的臨時檢票口（東口），僅有簡易Suica驗票機，基本上是出口專用，可持本站出發之乘車券或IC卡入站。2013年至2014年進行翻新暨無障礙化工程後，驗票口外側牆壁新增『東口』字樣。
另一個臨時檢票口位於下行月台中段，僅在平日早晨通學時段與黃金周等假日尖峰時段開放。平日早晨通學時段雖是稱做大船高等學校專用檢票口，但所有乘客都可使用。假日尖峰時段會配置站員協助檢票與現金補票。2008年3月29日增設簡易Suica驗票機（出口專用）。
2013年至2014年進行的無障礙化工程包含了新設電梯、下行月台久里濱方向階梯改為斜坡並向大船方向延伸7公尺、設置多功能廁所等。2015年進行月台屋頂全面架設工程。

### 月台配置
| 月台 | 路線                  | 方向 | 目的地                         |
| ---- | --------------------- | ---- | ------------------------------ |
| 1    | 橫須賀·總武線（快速） | 上行 | 橫濱、東京、千葉方向           |
| 1    | 湘南新宿線            | 北行 | 澀谷、新宿、大宮方向           |
| 2    | 橫須賀線              | 下行 | 鎌倉、逗子、橫須賀、久里濱方向 |

（來源：JR東日本:車站構內圖（页面存档备份，存于））

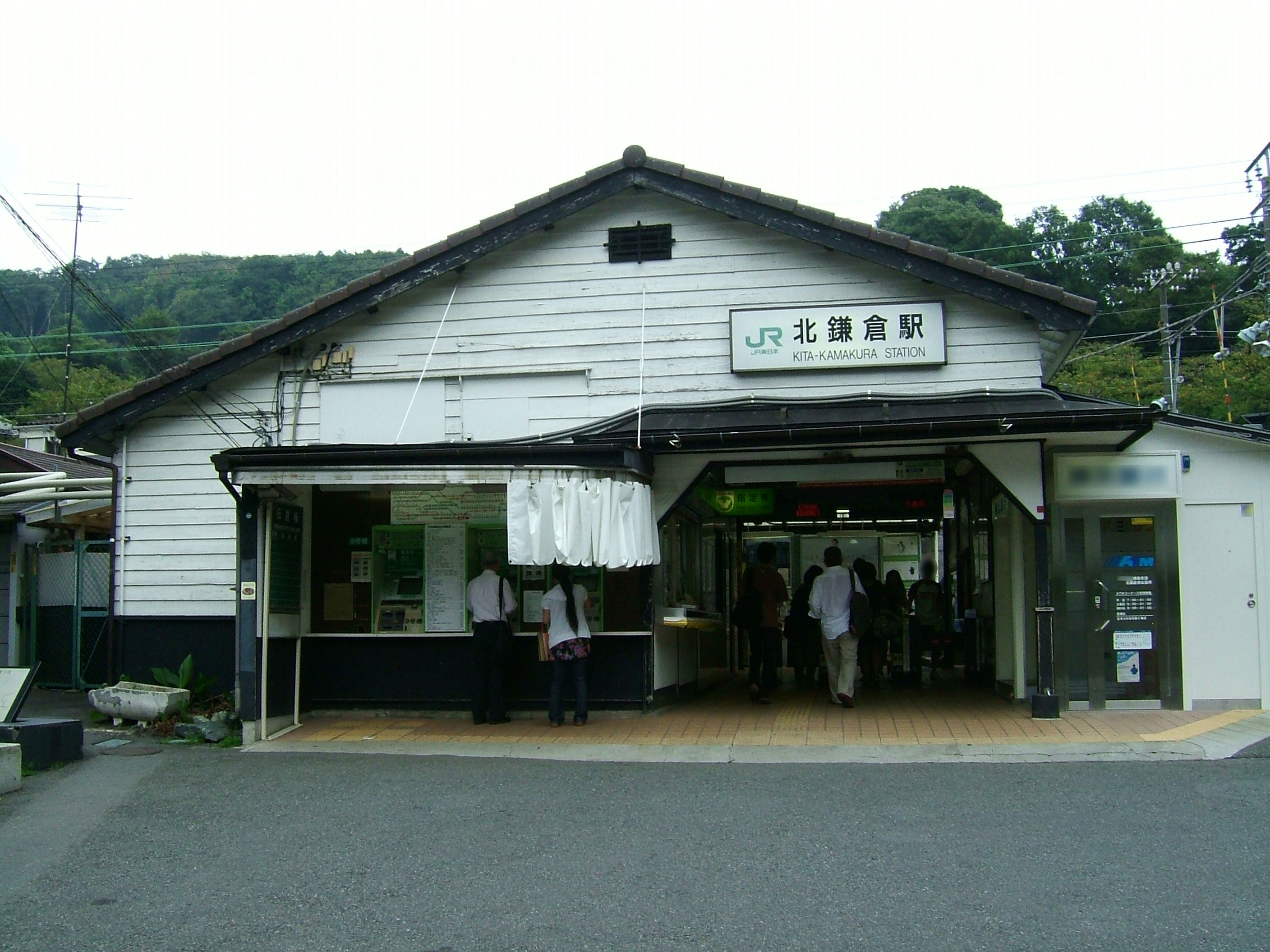
更換前的站名板
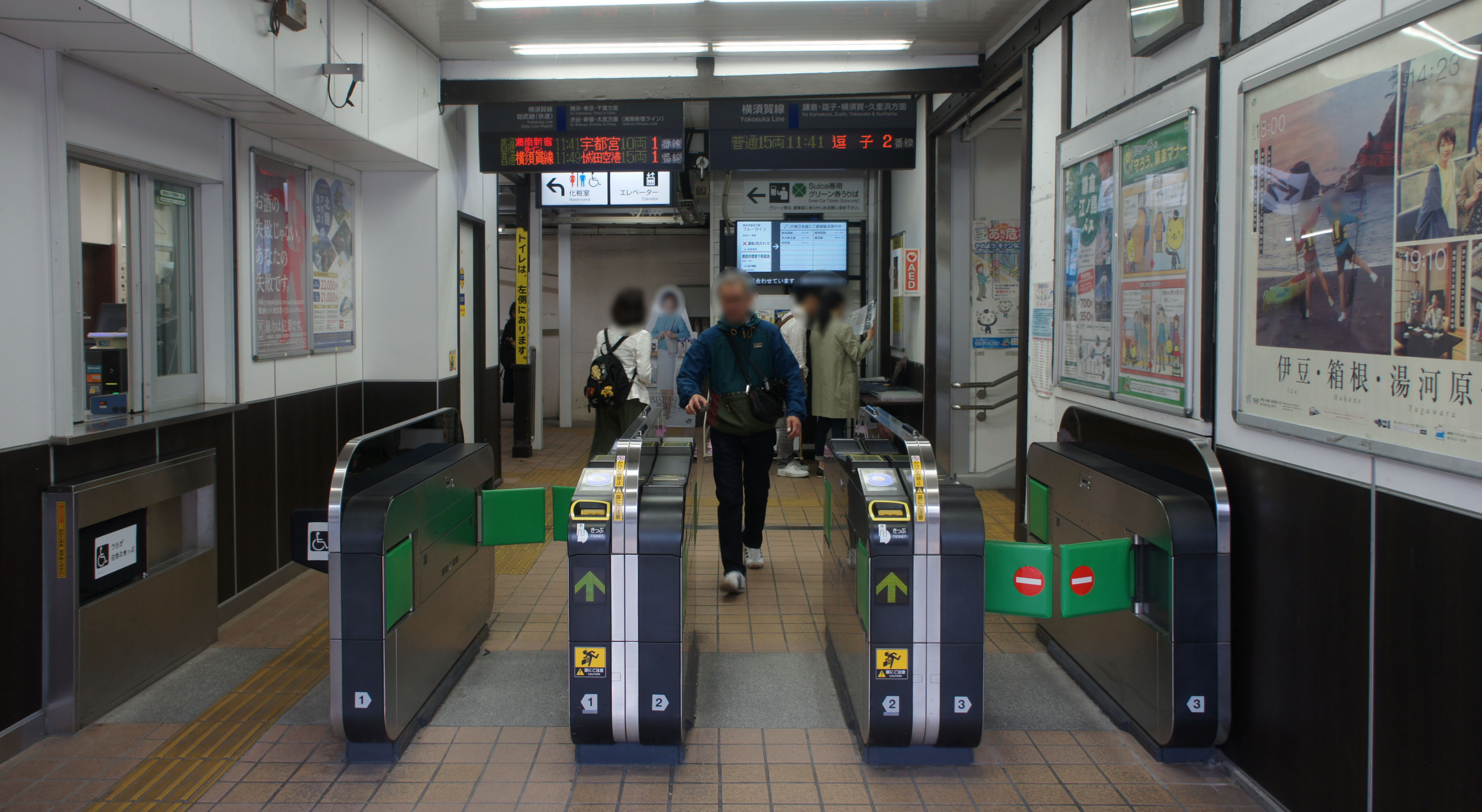
西驗票口(2019年6月)
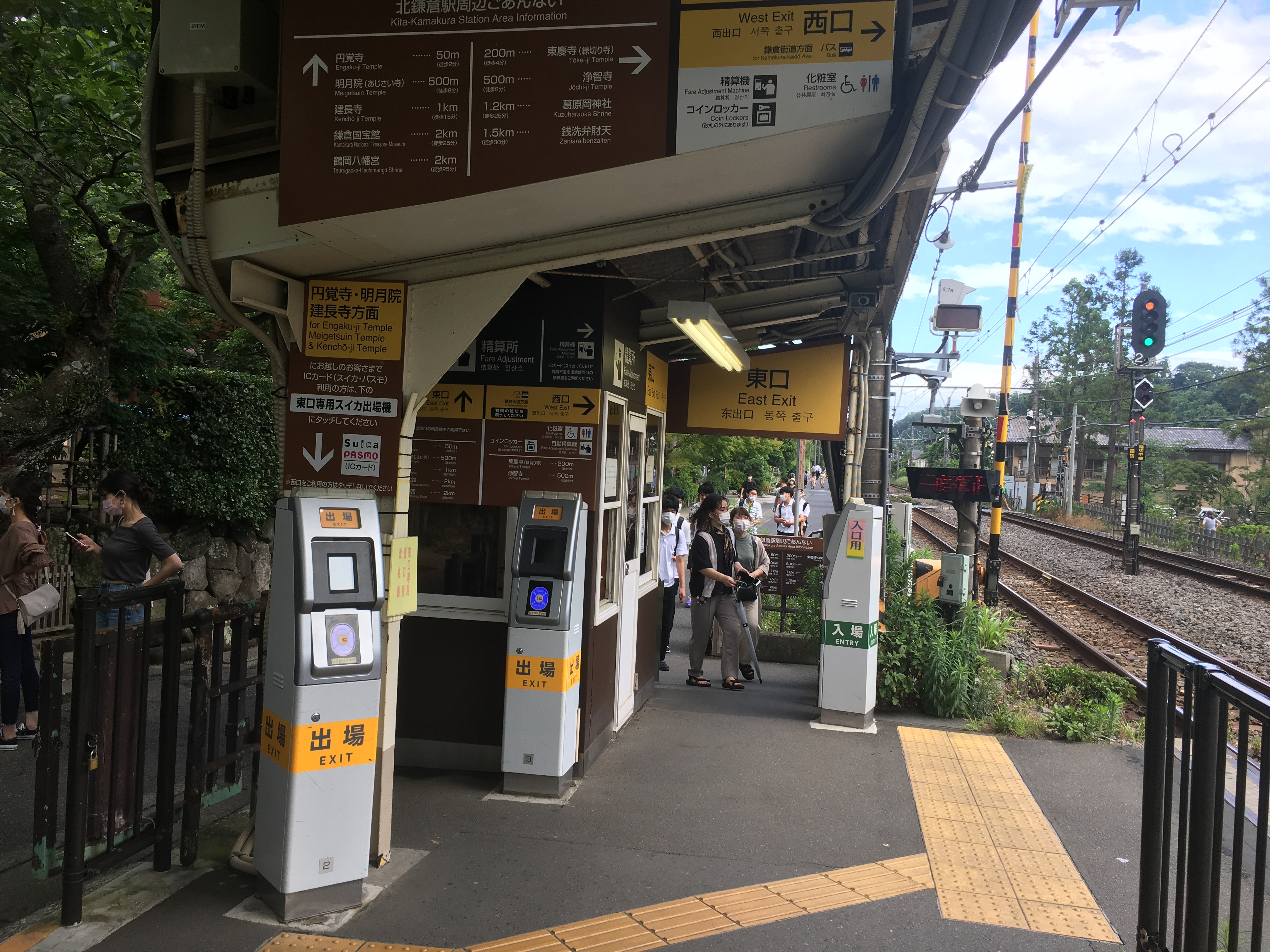
位於東口的臨時驗票口(2020年6月)
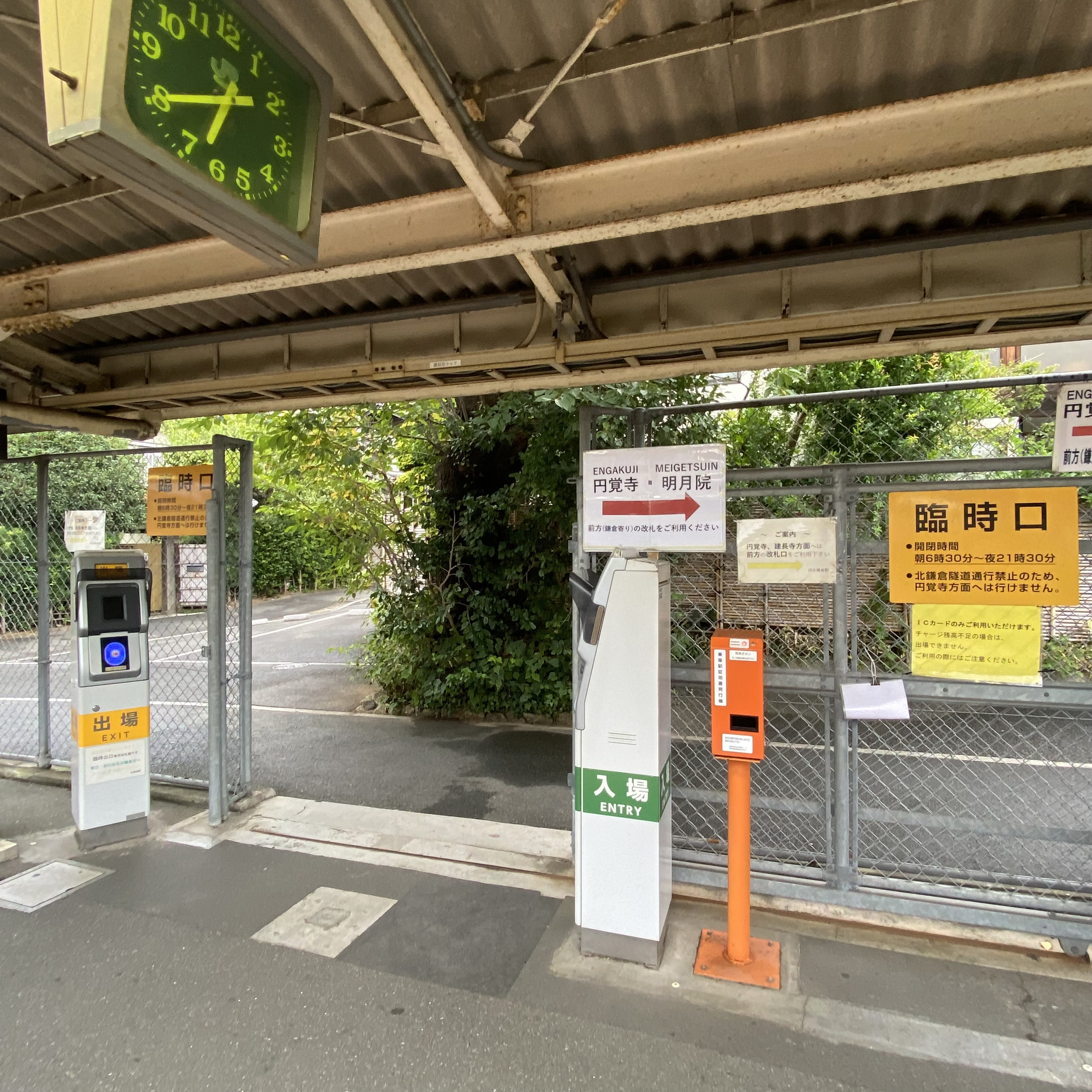
月台中段的臨時檢票口(2022年8月)
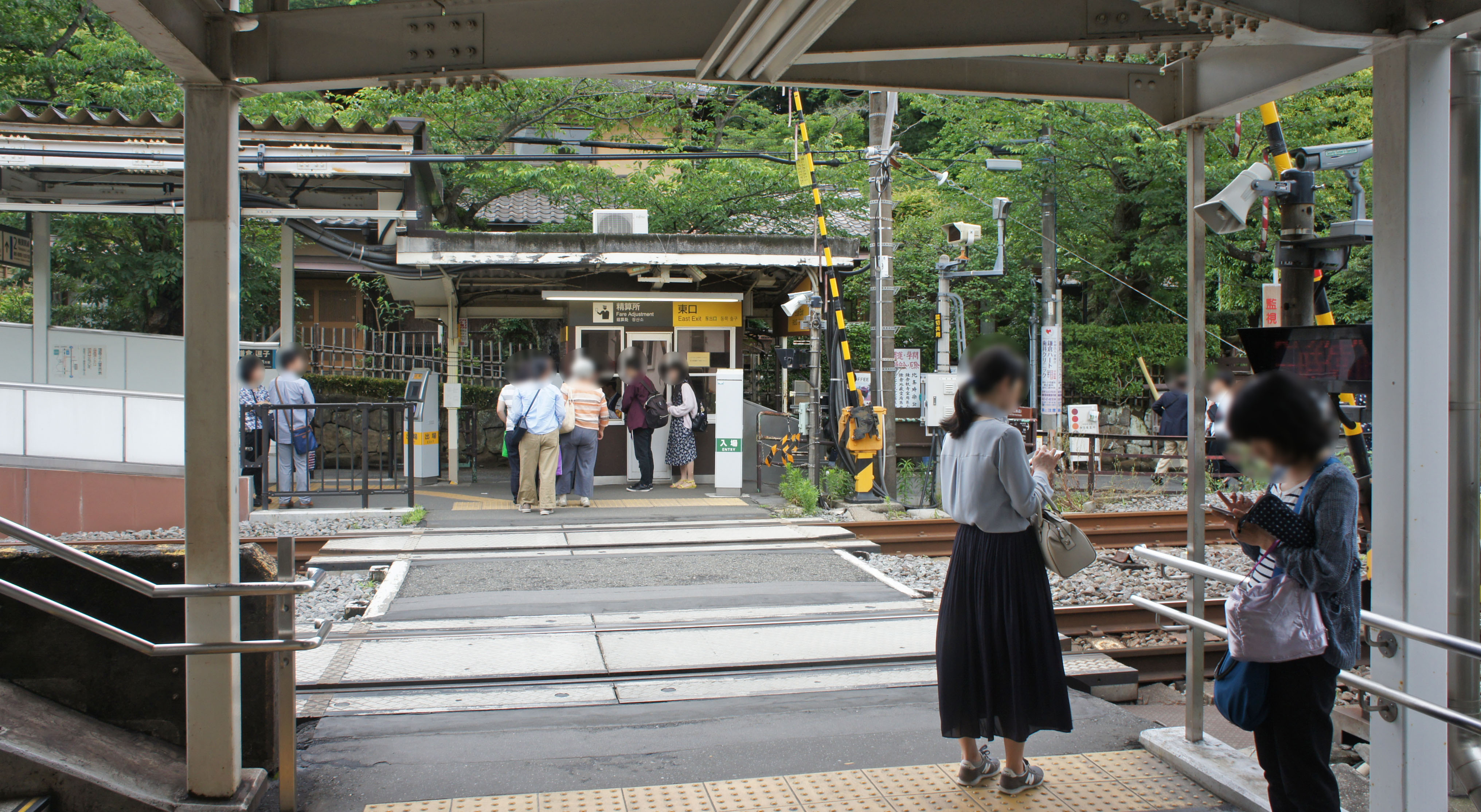
站內平交道(2019年6月)
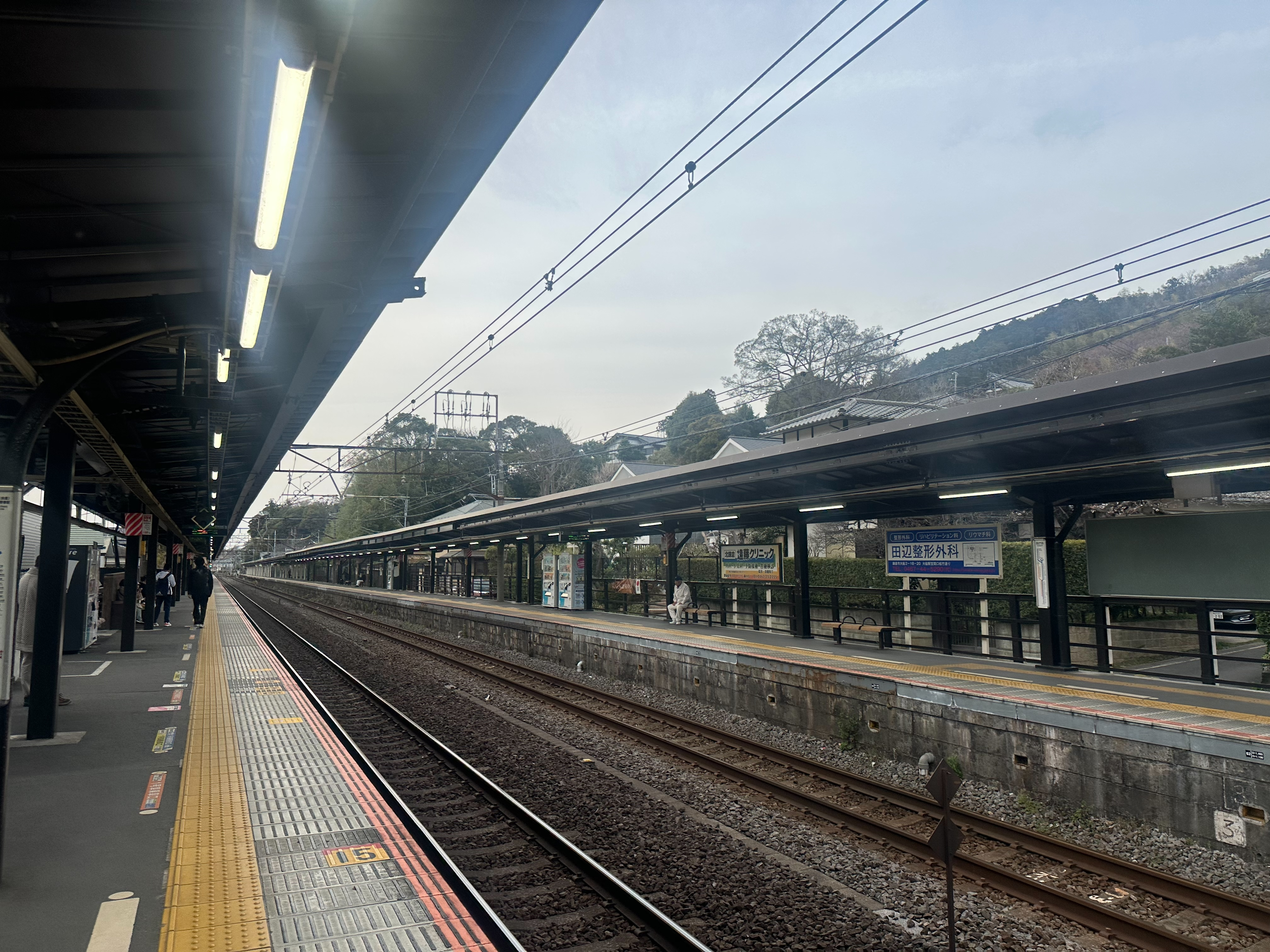
月台(2024年4月)

## 使用情況
2019年（令和元年）度的1日平均上車人次為8,771人。
近年的1日平均上車人次如下表。
| 年度               | 1日平均 上車人次 |
| ------------------ | ---------------- |
| 1995年（平成07年） | 10,000           |
| 2000年（平成12年） | 8,841            |
| 2001年（平成13年） | 8,882            |
| 2002年（平成14年） | 8,458            |
| 2003年（平成15年） | 8,529            |
| 2004年（平成16年） | 8,324            |
| 2005年（平成17年） | 8,335            |
| 2006年（平成18年） | 8,404            |
| 2007年（平成19年） | 8,496            |
| 2008年（平成20年） | 8,569            |
| 2009年（平成21年） | 8,518            |
| 2010年（平成22年） | 8,448            |
| 2011年（平成23年） | 8,473            |
| 2012年（平成24年） | 8,849            |
| 2013年（平成25年） | 8,964            |
| 2014年（平成26年） | 8,709            |
| 2015年（平成27年） | 8,994            |
| 2016年（平成28年） | 8,997            |
| 2017年（平成29年） | 9,051            |
| 2018年（平成30年） | 9,015            |
| 2019年（令和元年） | 8,771            |

## 車站編號

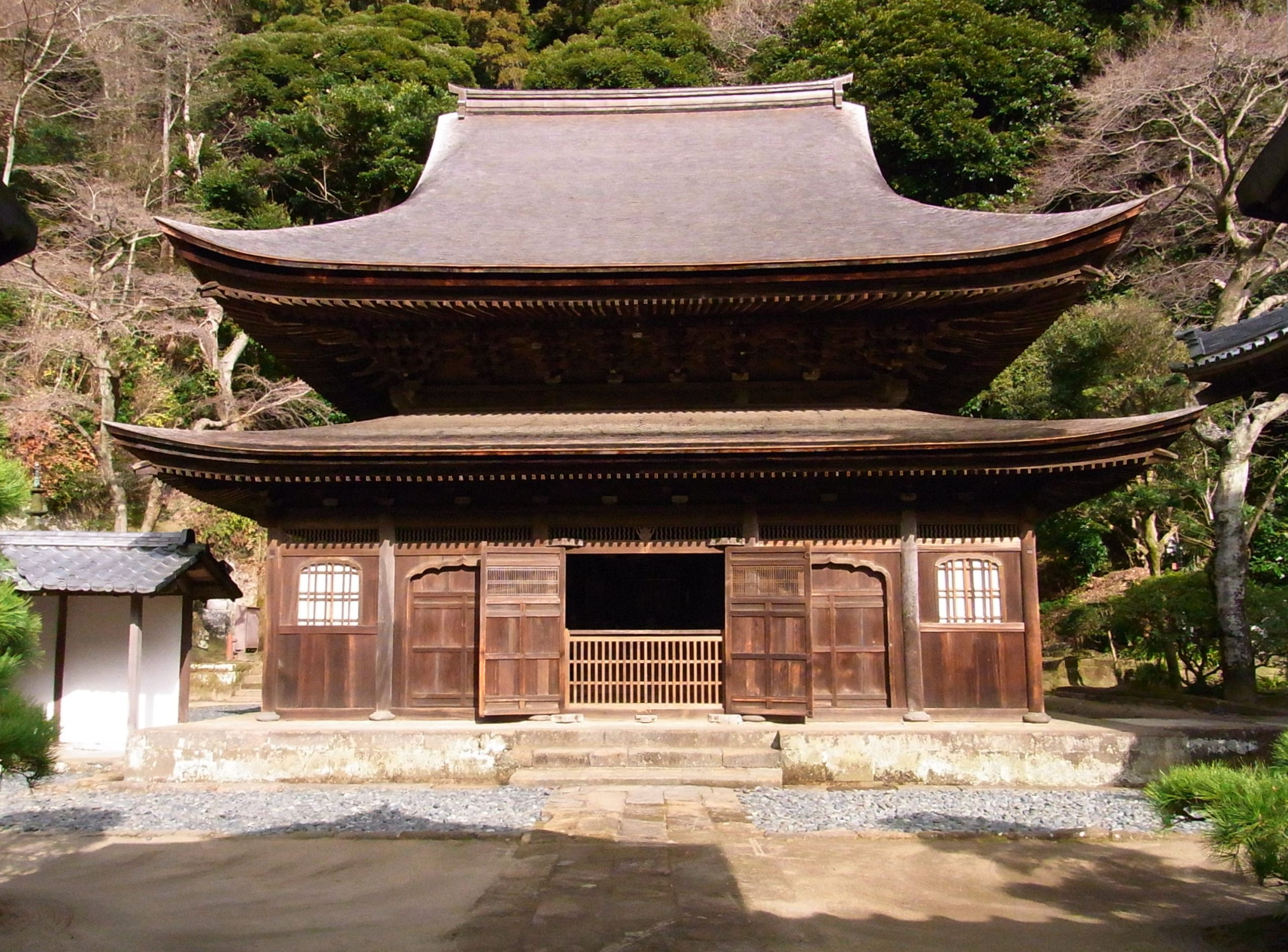
圓覺寺舍利殿（國寶）

鄰近圓覺寺，周邊是寧靜的住宅區。站前有小型商店街與觀光客導向的餐廳。
- 禪宗鎌倉五山。
  - 圓覺寺 - 車站後方，線路通過寺院境內。
  - 建長寺 - 卷纖汁（日语：けんちん汁）發源地
  - 明月院 - 通稱紫陽花寺（日语：あじさい寺）
  - 東慶寺 - 緣切寺（日语：縁切寺）
- 鎌倉學園中學校·高等學校（日语：鎌倉学園中学校・高等学校）
- 北鎌倉女子學園中學校·高等學校（日语：北鎌倉女子学園中学校・高等学校）
- 鎌倉小坂郵便局
- 葉祥明美術館
- 好好洞隧道 - 車站後側穿越洞門山的小隧道，洞口以中華風紅門裝飾。

### 道路
- 神奈川縣道21號橫濱鎌倉線（日语：神奈川県道21号横浜鎌倉線）

## 巴士路線
最近的是站前縣道北鎌倉巴士站。全部路線由江之電巴士運行。
- 鎌倉站方向（北鎌倉站前交差點前）
  - A21、K4、N2 - 往鎌倉站
- 大船站方向
  - A21 - 往上大岡站（經常樂寺（日语：常楽寺 (鎌倉市)）、大船站） ※平日早晨夜間、週六日早晨
  - N2 - 往大船站（經常樂寺）
  - K4 - 往本鄉台站（經勤勞會館、大船站） ※週六日早晨1班

## 相鄰車站
東日本旅客鐵道（JR東日本）
 橫須賀線
大船（JO 09）－北鎌倉（JO 08）－鎌倉（JO 07）
 湘南新宿線
大船（JS 09）－北鎌倉（JS 08）－鎌倉（JS 07）

### 使用情況
JR東日本2000年度以後的上車人次
1. ↑  各駅の乗車人員（2000年度） （页面存档备份，存于） - JR東日本
2. ↑  各駅の乗車人員（2001年度） （页面存档备份，存于） - JR東日本
3. ↑  各駅の乗車人員（2002年度） （页面存档备份，存于） - JR東日本
4. ↑  各駅の乗車人員（2003年度） （页面存档备份，存于） - JR東日本
5. ↑  各駅の乗車人員（2004年度） （页面存档备份，存于） - JR東日本
6. ↑  各駅の乗車人員（2005年度） （页面存档备份，存于） - JR東日本
7. ↑  各駅の乗車人員（2006年度） （页面存档备份，存于） - JR東日本
8. ↑  各駅の乗車人員（2007年度） （页面存档备份，存于） - JR東日本
9. ↑  各駅の乗車人員（2008年度） （页面存档备份，存于） - JR東日本
10. ↑  各駅の乗車人員（2009年度） （页面存档备份，存于） - JR東日本
11. ↑  各駅の乗車人員（2010年度） （页面存档备份，存于） - JR東日本
12. ↑  各駅の乗車人員（2011年度） （页面存档备份，存于） - JR東日本
13. ↑  各駅の乗車人員（2012年度） （页面存档备份，存于） - JR東日本
14. ↑  各駅の乗車人員（2013年度） （页面存档备份，存于） - JR東日本
15. ↑  各駅の乗車人員（2014年度） （页面存档备份，存于） - JR東日本
16. ↑  各駅の乗車人員（2015年度） （页面存档备份，存于） - JR東日本
17. ↑  各駅の乗車人員（2016年度） （页面存档备份，存于） - JR東日本
18. ↑  各駅の乗車人員（2017年度） （页面存档备份，存于） - JR東日本
19. ↑  各駅の乗車人員（2018年度） （页面存档备份，存于） - JR東日本
20. ↑  各駅の乗車人員（2019年度） （页面存档备份，存于） - JR東日本

## 外部連結
- 車站資訊（北鎌倉）：東日本旅客鐵道

35°20′17″N 139°32′40″E / 35.33806°N 139.54444°E